# Дмитриј Алејничев
Дмитриј Анатољевич Алејничев (рус. Дмитрий Анатольевич Аленичев; 20. октобар 1972) је бивши руски фудбалер и фудбалски тренер.

## Спортска каријера
Започео је каријеру у Машиностроителу из Пскова. Године 1991. приметио га је тренер московског гиганта Локомотиве, Виталиј Шевченко. Одиграо је две и по сезоне са железничарима из престонице, али је техничару и плејмејкеру било тешко да се покаже у позадини снажног фудбала који је Локомотива практиковала. Године 1994. прелази у Спартак из Москве. Тамо тренер Олег Романцев ставља Алејничева на крило. Са „црвено-белима“ је 3 пута освојио руску лигу, редовно учествујући у европским клупским такмичењима. Године 1997. изабран је за фудбалера године у Русији и поставио је рекорд по броју асистенција у руској Премијер лиги — 17.
Затим је играо две године у италијанској Роми, где није успео да се докаже и послат је на позајмицу у Перуђу. Године 2000. придружио се тиму Порта, где је провео најбоље године своје каријере. Године 2003. освојио је Куп УЕФА, постигавши један гол у финалу. Исте године је постао почасни мајстор спорта. Годину дана касније, освојио је Лигу шампиона, поново стигавши до финала. Постао је један од четири играча који су постигли голове у финалима два Европска купа у две узастопне године (остали су Роналдо, Стивен Џерард и Роналд Куман).
Он тада одлучује да се врати у Спартак и помогне им да се извуку из кризе у којој су се тада налазили. Дана 8. априла 2006. године посвађао се са тадашњим тренером Александром Старковим, који га је избацио из првог тима. Након ове одлуке, Дмитриј је одлучио да одустане од фудбала.
Од марта 2011. године је био тренер руске јуниорске репрезентације. Дана 22. новембра 2011. године именован је за главног тренера Арсенала из Туле. У Арсенал је довео 8 познатих фудбалера: Јегора Титова, Дмитрија Парфјонова, Александра Филимонова, Дмитрија Хлестова, Владимира Бешчастниха, Јурија Ковтуна, Вадима Евсејева и Андреја Коновалова. Сви су његови бивши саиграчи из Спартака. У сезони 2012/13. освојио је Другу дивизију Русије, и довео Арсенал у ФНЛ. После још једне сезоне, тим је играо у руској Премијер лиги. Од 9. јуна 2015. године је био тренер московског Спартака.

## Политичка каријера
Године 2006. постао је члан странке Јединствена Русија. Дана 14. јуна 2007. године постао је члан Савета Федерације као представник Омске области.

## Успеси
Спартак Москва
- Премијер лига Русије: 1994, 1996, 1997, 1998.
- Куп Русије: 1993/94, 1997/98.
- Куп шампиона Комонвелта: 1994, 1995.

Порто
- Прва лига Португалије: 2002/03, 2003/04.
- Куп Португалије: 2000/01, 2002/03.
- Суперкуп Португалије: 2003.
- Лига шампиона: 2003/04.
- Куп УЕФА: 2002/03.

Индивидуални
- Фудбалер године у Русији (Спорт-Експрес): 1997.
- Фудбалер године у Русији (Футбол): 1997.